# ال‌آباد (اسماعیل‌لی)
ال‌آباد (به لاتین: Elabad) یک منطقه مسکونی در جمهوری آذربایجان است که در شهرستان اسماعیل‌لی واقع شده است. ال‌آباد ۵۳ نفر جمعیت دارد. بیشتر مردم از قوم لزگی هستند.